# Бронещит
Вижте пояснителната страница за други значения на Щит.
Щит, Бронещит, Брониран щит(на оръжие) е защитно устройство, поставяно на оръжието (например на картечница или артилерийско оръдие). Използва се за защита на разчета на оръдието (по-рано – на оръдейната прислуга) от куршуми и осколки. Също така броневи щит се нарича (което е неправилно) устройството от подръчни материали, което понякога се използва на бойното поле за защита на стрелеца от огъня на противника.

## История
В края на 19 век в армиите на европейските държави започва въвеждането на оръдейните щитове за защита на разчетите на артилерийските оръдия от огъня на стрелковото оръжие и осколките. С откриването на особено твърдите видове стомана в света пак се появява мисълта да се комплектова с преносим щит стрелеца, лежащ или стоящ зад бруствера на укреплението, за да се предпази от куршумите, но тази мярка никъде не е осъществена масово по причина голямата тежест на подобно приспособление.
По-късно, през 1890-те години бронещитове получават тежките картечници.
През 1929 г. брониран мотоциклет (с бронещитове, осигуряващи защитата на водача и пътника в в коша по предната проекция) е разработен за полицията на САЩ.
Бронещитовете повсеместно се използват от началото на Първата световна война. Също по времето на Виетнамската война, когато екипажите на бронетанковата техника и торпедните катери на „москитния“ флот поставяли плочи от броня на картечниците. След тази война бронещитовете намират широка употреба. Те се използват в съвременните конфликти в Ирак и в Афганистан.
Главния недостатък на щитовете е ограничаването на видимостта за стрелеца в напред. През октомври 1985 г. е патентован стоманен щит с триплекс от бронирано стъкло. Новите разработки, такива като прозрачния брониран щит за стрелеца (на английски: Transparent Armor Gun Shield, TAGS), производство на компанията BAE Systems, облегчават видимостта без ограничаване на защитата. Тези бронещитове са разработени за защитата на стрелците на бордовите картечници на бронираните машини. При разработката е използван опита на израелската армия, използваща подобни устройства. Бронещита TAGS трябва да осигури на стрелеца защита без да ограничава неговото полезрение. Той може да бъде поставян на няколко модели бронемашини, включително бронетранспортьорите M113, Страйкър, танковете M1 Abrams и на всъдеходите HMMWV.
Антитерористическите и полицейските подразделения със специално предназначение използват бронещитове от кевлар и бронестъкла в операции против тежковъоръжени престъпници. Бронещитовете осигуряват допълнителна защита от куршуми и са снабдени с бойница, позволяваща на човека зад щита да води стрелба от револвер, тъй като в подобен случай стрелбата от полуавтоматичното оръжие е нежелателна.

## Оръдеен щит
Оръдеен щит – бронирано съоръжение в артилерийските установки, осигуряващо живучест на артилерийското оръдия и защитаващо неговия разчет и механизми от осколките на взривили се наблизо снаряди. Представляват бронирани листове с дебелина 3 – 10 mm.
В периода 19 – 20 век бронирани щитове широко се използват в конструкцията на полевите, самоходните и корабните оръдия и картечници. Наборът от един или няколко щита, като правило, във фронталната проекция на оръдието се нарича щитово прикритие и служи за предпазване на разчета и материалната част на оръдието от поразяващите фактори на съвременното огнестрелно оръжие – попадения на куршуми и осколки, а също и ударната вълна от близки взривове.
Най-често с щитово прикритие са снабдени артилерийските системи, предназначени за действие на предната линия или в непосредствена близост до нея, особено важно е тяхното наличие за пехотните (полкови) и противотанковите оръдия, които в повечето случаи водят огън с право мерене. Като правило, елементите на щитовото прикритие са изпълнени от бронирана стомана с дебелина от 4 до 10 mm, а за повишаване на ефективността на действието, понякога то е във вид на фигура със сложна геометрична форма с рационални ъгли на наклон на бронираните листове. Така се увеличава ефективната дебелина на бронята им и вероятността за рикошет при попадение в щита на куршум или отломка.
В редица случаи, например при немското 75 mm противотанково оръдие PaK 40, в щитовото прикритие се използва схемата на разнесено брониране, когато между двата бронелиста остава пространство. Това позволява да се устоява по-добре на бронебойните куршуми на стрелковото оръжие – при пробиване на първия лист куршумът се деформира, губи оптималната ориентация за пробиване на втория лист, и в резултат се задържа от него.
При военните кораби и самоходно-артилерийските установки между купола и щитовото прикритие също има междинна конструкция, когато на установката с неподвижен купол с щитове се прикрива не само фронталната, но и страничните и частично горната проекция на оръдието, а задната част остава открита за удобство на обслужването.
Повечето леки авиодесантни оръдия и някои модели разглобяеми планински оръдия не са комплектувани с щитове, тъй като той увеличава тяхната маса и затруднява транспортирането им, ръчно или при десантиране с кацане или с парашут.
Също не се комплектуват с щитово прикритие тежките далекобойни оръдия, отдалечени от фронта, тъй като за тях няма опасност от стрелба с леко оръжие във фронталния сектор, а при контрбатарейната стрелба на противника разривите, пораждащи поразяващите оръдието и разчета осколки, могат да се намират и по фланговете, и отзад, и в горната полусфера. В този случай защита дават само фортификационните съоръжения или оръдейна кула.